# Енкјо (Камакура период)
Енкјо (延慶), позната и као Енкеи је јапанска ера (ненко) која је настала после Токуџи и пре Очо ере. Временски је трајала од октобра 1308. до априла 1311. године и припадала је Камакура периоду. Владајући монарх био је цар Ханазоно. Нова ера је именована како би се обележило устоличење новог цара Ханазоноа на трон.

## Важнији догађаји Енкјо ере
- 1308. (Енкјо 1): Након смрти цара Го-Ниџоа, двнаестогодишњи Ханазоно ступа на власт.[4]
- 1308. (Енкјо 1, десети месец): Куџо Моронори даје оставку на титулу "сешоа" и бива замењен Такацукасом Фујухиром.[5]
- 1309. (Енкјо 2, други месец): Коное Ијехира је именован новим "садаиџином".[5]
- 1310. (Енкјо 3, једанаести месец): Хоџо Садафуса који је био на позицији шефа Камакура шогуната у Кјоту (титула - Рокухара тандаи), умире и на истој позицији га замењује Хоџо Токиацу.[6]